# Okmulgee (Oklahoma)
Okmulgee település az Amerikai Egyesült Államok Oklahoma államában, Okmulgee megyében, melynek megyeszékhelye is. Lakosainak száma 11 322 fő (2020. április 1.).

## Népesség
A település népességének változása:

| 2010 | 12 321 |
| 2020 | 11 322 |